# Física del vuelo
La física del vuelo está asociada con la dinámica de gases. 
Las leyes del movimiento de gases se estudian en un aparato conocido como tubo aerodinámico, hoy día más conocido como túnel de viento o túnel aerodinámico. principalmente por el tamaño que tiene actualmente. El primer tubo aerodinámico fue construido por el inventor del motor cohete en 1897 Ziolkovsky. Para los detalles del funcionamiento del tubo y su utilización ver dicho artículo. Aquí referiremos exclusivamente un punto de vista elemental necesario para comprender otros aspectos en las siguientes secciones.

## El tubo aerodinámico
El tubo aerodinámico se emplea como modelo de estudio del comportamiento de los fluidos.
- El tubo aerodinámico fue la base para comprender la física del vuelo primero y la dinámica de gases en general después. El mismo, en la forma en que lo elaboró Ziolkovsky es un tubo que forma un circuito cerrado, un motor por lo general eléctrico mueve un compresor el cual impulsa el gas en el interior del tubo, el tubo tiene 2 zonas significativamente diferenciadas, la zona de trabajo y la zona de retorno por donde el aire retorna a ser impulsado por el compresor (éste como se ha aclarado es el tubo diseñado por Ziolkovsky, otros tubos pueden no utilizar un circuito cerrado y por tanto tener exclusivamente la zona de trabajo). En la zona de trabajo, en su longitud está dividido en cámaras cuya división se manifiesta por engrosamientos o estrechamiento del tubo. Cada cámara suele tener algún sensor para determinar la presión y/o la velocidad del fluido.

- Entender el funcionamiento del tubo se remite a entender que si el compresor transmite una presión está varía al llegar a una cámara cuya sección es diferente, observándose que si la sección se estrecha la velocidad aumenta y al revés, el caudal se mantiene constante, por tanto se mantiene en todo momento la ecuación que regula que varían la presión cuando varía la sección (la cantidad de flujo del fluido). Si se realiza una medida en el manómetro , se observa que la presión ha caído en el estrechamiento. Dado que la parte ancha tiene más presión, el fluido es empujado con mayor velocidad hacia la parte estrecha. el mismo principio observado en el terreno de la hidráulica se conoce como el principio de Bernoulli. La principal diferencia con los gases es que estos pueden comprimirse y dilatarse más fácilmente. Al disminuir la presión, el aire se dilata y la densidad baja, esto conlleva un cambio de velocidad. Colocando varios manómetros a los largo de las cámaras, puede observarse dicho comportamiento. La sección más estrecha del tubo es conocida como sección crítica y presión crítica a la presión que registra en dicha zona el manómetro.

## ¿Por qué vuela un avión?
Al citar este cuestionamiento son muchas las respuestas y definiciones que se orientan al objeto en sí del vuelo de un avión. Es difícil de interpretar y explicar, pero a suman implica un avance muy importante para el diario vivir, defensa  aeroespacial, transporte, salvamento, etc. Es así que el vuelo propiamente tal se interpreta como el efecto físico que se ve con respecto a un cuerpo u objeto al ser su normal igual a cero.
De acuerdo a lo anterior se hace referencia a uno de los componentes que intervienen en la elevación de un aeroplano, llamamos a este concepto sustentación. Este término hace referencia a un teorema que posee directa relación con el efecto de Bernoulli este consiste en un principio básico del comportamiento de fluidos. En efecto lo anterior sugiere que producto de una diferencia de presiones en un perfil alar del avión o aeroplano, debe cumplirse lo siguiente:
1. Producto del paso o corte del movimiento de la corriente de aire relativa a un perfil alar su velocidad es igual y en sentido opuesto a la velocidad de la aeronave. Es por ello que al pasar el fluido por un estrechamiento las partículas aumentan su velocidad.
2. Las alas están diseñadas para que obliguen al viento a fluir con mayor velocidad sobre la superficie superior que sobre la superficie inferior, por lo que la presión sobre esta última es mayor que sobre la superior.

Esto hace un fiel reflejo a la fuerza aerodinámica generada cuando una corriente de aire fluye sobre y por debajo de un perfil. El punto donde este se divide se le designa “punto de impacto”. La fuerza aerodinámica es la resultante de dos fuerzas que desempeñan un rol importante y estas son: sustentación y resistencia al avance.

### El principio de Bernoulli
El principio de Bernoulli puede representarse mediante la siguiente fórmula:
{\displaystyle P_{+}{\tfrac {1}{2}}\rho (V_{1})^{2}=P_{2}+{\tfrac {1}{2}}\rho (V_{2})^{2}}
- Si poseemos un perfil alar con sus superficies iguales a la aeronave, necesariamente deberá aumentar su ángulo de ataque.
- De este modo podemos hacer referencia que la presión es preponderante en la producción de la sustentación lo que se desprende del análisis de la siguiente ecuación:

| Símbolo               | Nombre                      |
| --------------------- | --------------------------- |
| {\displaystyle L}     | Sustentación                |
| {\displaystyle C_{L}} | Coeficiente de sustentación |
| {\displaystyle \rho } | Densidad del aire           |
| {\displaystyle V}     | Velocidad del aeronave      |
| {\displaystyle S}     | Superficie alar             |

Además a mayor altura la densidad del aire disminuye; por lo cual la sustentación disminuye, para mantener el vuelo recto y nivelado se deberá aumentar la velocidad.
Demostrando el efecto que se produce para elevar un aeroplano podemos afirmar que a través de los inicios de la conquista de los cielos el avión y otros vehículos voladores, más pesados que el aire, todavía están en su juventud.
Es por esto que podemos decir que tras los decenios pasados y los que quedan por vivir se esperan progresos notables en este campo, es por ello que para que vuele un avión prevalecerá que:
{\displaystyle L=W}
y, por tanto, la sustentación iguala al peso de un avión.